# Hyperusia intercedens
Hyperusia intercedens är en tvåvingeart som beskrevs av Wray Merrill Bowden 1975. Hyperusia intercedens ingår i släktet Hyperusia och familjen svävflugor.
Artens utbredningsområde är Botswana. Inga underarter finns listade i Catalogue of Life.